# The Listening
Albums de Little Brother
The Minstrel Show
(2005)
Singles
1. Whatever You Say
Sortie : 26 novembre 2006
2. The Way You Do It
Sortie : 20 mai 2003

The Listening est le premier album studio de Little Brother, sorti le 25 février 2003.
Malgré une promotion très réduite, l'album a connu un certain succès auprès des amateurs de rap underground grâce au bouche à oreille.

## Production
L'album est entièrement produit par 9th Wonder, à l'exception de The Get-Up coproduit avec Eccentric. De nombreux samples de morceaux de musique soul sont utilisés rappelant les productions de Pete Rock ou DJ Premier.

## Contenu
L'album met l'accent sur la volonté des membres de Little Brother d'amener les auditeurs à une réflexion plus profonde et exprime également leur frustration face à des auditeurs portant peu d'attention à la teneur de leurs paroles.
Les interludes sont réalisés par les membres d'une radio fictive appelée WJKR (Justus league Radio).

## Liste des titres
| No  | Titre                                       | Contient un (des) sample(s) de | Durée |
| --- | ------------------------------------------- | --- | ----- |
| 1.  | Morning (featuring Chaundon)                | | 0:45  |
| 2.  | Groupie, Pt. 2                              | The Emergency Kisses de Stereolab | 2:58  |
| 3.  | For You                                     | We're Living to Give (To Give Each Other) de Melba Moore The Clapper de J Dilla featuring Blu                                                                    | 3:03  |
| 4.  | Speed                                       | And I Love Her de Bobby Womack Take a Look des Dome Crackers featruring Grap Luva Quiet Storm de Mobb Deep                                                       | 3:57  |
| 5.  | Whatever You Say                            | I Believe You de Cleo Laine Yellow Jacket de Terumasa Hino Paid in Full d'Eric B. and Rakim Nuthin de Doug E. Fresh and The Get Fresh Crew                       | 5:27  |
| 6.  | Make Me Hot                                 | The Klan de Gil Scott-Heron | 1:36  |
| 7.  | The Yo-Yo                                   | The Spiracles de Stereolab | 3:35  |
| 8.  | Shorty on the Lookout                       | Hangin de Stylus Rainbow on the Ground de Creative Source | 5:24  |
| 9.  | Love Joint Revisited                        | Pass the Feelin' On de Creative Source | 4:25  |
| 10. | So Fabulous                                 | Top Billin' d'Audio Two Mona Lisa de Slick Rick Microphone Fiend d'Eric B. and Rakim Bring the Noise de Public Enemy Wild and Peaceful de Kool & The Gang        | 4:43  |
| 11. | The Way You Do It                           | A Child Is Born du Tony Rice Unit | 4:32  |
| 12. | Roy Lee, Producer Extraordinaire            | Move Your Body de Peabo Bryson | 0:58  |
| 13. | The Get-Up                                  | | 3:17  |
| 14. | Away from Me                                | Galaxy de Mass Production | 5:23  |
| 15. | Nobody But You (featuring Keisha Shontelle) | Baby It's You des Carpenters | 3:01  |
| 16. | Home                                        | Without Love de Peter Brown Juaacklyn de Ramsey Lewis | 2:49  |
| 17. | Nighttime Maneuvers                         | The Borgia Stick de George Benson | 3:03  |
| 18. | The Listening                               | Alone Without You de Narada Michael Walden Sunny de Melba Moore Time Is Running Out des Last Poets They Reminisce Over You (T.R.O.Y.) de Pete Rock & C.L. Smooth | 6:07  |